# Arabizacja
Arabizacja – proces często przymusowego przyswajania arabskiego języka oraz kultury. W zależności od kraju arabizacja przybierała różne formy, m.in. po otrzymaniu niepodległości przez Algierię prowadzono działania mające na celu ponownie upowszechnienie języka arabskiego, natomiast w Iraku w jej ramach wysiedlano z północnej części kraju ludność niearabską celem zastąpienia jej arabskimi osadnikami.

## Arabizacja według państw

### Algieria
Proces arabizacji na ziemiach współczesnej Algierii rozpoczął się w VII wieku w związku z arabskimi podbojami, został znacząco przyspieszony w XI wieku po migracji arabskich plemion do Afryki Północnej, m.in. Banu Hilal.
W 1938 roku, gdy Algieria była jeszcze terytorium francuskim, w życie weszła zmiana degradująca status języka arabskiego do języka obcego; mimo to język ten był wciąż używany w celach religijnych. Po uzyskaniu niepodległości przez Algierię arabizacja stała się istotnym elementem budowania tożsamości narodowej; język arabski stał się obowiązkowy w szkołach podstawowych. Proces ten przyspieszył w latach 70., w trakcie prezydentury Huariego Bumediena; przejawiał się m.in. zmianą nazw ulic na arabskojęzyczne. W grudniu 1990 roku opracowano ustawę przewidującą całkowitą arabizację biurokracji i szkolnictwa wyższego najpóźniej do lat odpowiednio 1992 i 1997; została podpisana w styczniu 1991 roku przez prezydenta Szadliego Bendżedida, jednej jej wejście w życie było kilkukrotnie przedłużane m.in. ze względu na francuskojęzycznych członków rządu i wpływowych wojskowych. Ostatecznie ustawa ta weszła w życie w lipcu 2000 roku.
Polityka arabizacji była krytykowana przez ministra edukacji Mustafę al-Aszrafa, który był zwolennikiem dwujęzyczności. Prowadzone przez rząd działania przyczyniły się do wybuchu protestów, stały się także powodem do niepokojów wśród Berberów, którzy domagali się uznania przez rząd języka tamazight za język urzędowy; finalnie w 2002 roku podniesiono jego rangę do języka narodowego.

### Egipt
Arabizacja, która przejawiała się w Egipcie upowszechnieniem się języka arabskiego już w średniowieczu, doprowadziła do zaniku języka koptyjskiego.

### Irak
Władze irackie już od lat 30. XX wieku podejmowały się przeprowadzenia polityki arabizacji w północnej części państwa; w jej wyniku ludność asyryjska, kurdyjska i turkmeńska miałaby zostać wysiedlona na rzecz zasiedlenia terenów ludnością arabską. Polityka ta nasiliła się w latach 70., niedługo po ustanowieniu regionu autonomicznego w Kurdystanie; władze Iraku motywowały swoje działania koniecznością wzmocnienia kontroli państwa nad znajdującymi się na tym terenie złożami ropy naftowej oraz żyznymi ziemiami.
Ludność niearabska była pod groźbą wysiedlenia, przymuszana m.in. do odbycia rzekomo dobrowolnej służby w organizacjach paramilitarnych lub do wstąpienia do Partii Baas. Ofiary przesiedleń były wywożone do centralnej i południowej części Iraku; wielu Kurdom udało się znaleźć schronienie w sąsiednim Iranie, z kolei Asyryjczycy osiedlali się na terenie Europy i w Stanach Zjednoczonych. Do przesiedleń przyczyniła się także antykurdyjska operacja Al-Afnal, uznana za ludobójstwo; przeprowadzona została w 1988 roku, poza ramami polityki arabizacji – w interesie władz irackich były masowe przesiedlenia ludności niearabskiej, co miało ułatwić prowadzenie tejże polityki.
Uprawiane przez nie–Arabów ziemie znacjonalizowano, następnie dzierżawiono sprowadzonym arabskim rolnikom. Ponadto władze finansowały nieruchomości znajdujące się w północnym Iraku, co miało przekonać Arabów do osiedlania się w tym regionie. Arabizacja trwała do upadku dyktatury Saddama Husajna w 2003 roku; wiązało się to z opuszczeniem północnego Iraku przez większość ludności arabskiej oraz ponownym zasiedlaniem terenu przez m.in. Kurdów. Część Arabów postanowiła jednak nie opuszczać północy ze względu na nabycie gospodarstw domowych na północy państwa; doprowadziło to do konfliktów z ludnością kurdyjską, która próbowała odzyskać swoje domostwa. Dochodziło nawet do sytuacji, w których Kurdowie dopuszczali się gróźb karalnych względem arabskich mieszkańców, co miało na celu zmusić ich do opuszczenia miast; podobną postawę przyjęli także działacze Demokratycznej Partii Kurdystanu oraz Patriotycznej Unii Kurdystanu – dwóch najważniejszych działających w Iraku kurdyjskich ugrupowań politycznych. Antyarabskie nastroje nie przejawiały się wobec tych Arabów, którzy opuszczali północny Irak ani tych zamieszkałych na tym terenie jeszcze przed nasileniem się arabizacji.
Według szacunków UN-Habitat z 2001 roku przesiedlono łącznie ponad 800 tys. osób zamieszkujących kurdyjski region autonomiczny.

### Syria
W latach 60. i 70. władze syryjskie przeprowadziły politykę arabizacji, na której ucierpiała ludność kurdyjska; zakazano m.in. nauki języka kurdyjskiego, a także dokonywano przesiedleń. Na terenach wcześniej zamieszkiwanych przez Kurdów (tj. północ kraju) osiedlano ludność arabską.